# Lucsou
Lucsou (egyszerűsített kínai írással: 泸州市, pinjin: Lúzhōu) prefektúra szintű város Kínában, Szecsuan tartományban. Lakosainak száma 4 254 149 fő (2020).

## Népesség
| 2010 | 4 218 427 |
| 2020 | 4 254 149 |

## Testvérvárosok
- Csicsihar